# Orchipedum wenzelii
Orchipedum wenzelii là một loài thực vật có hoa trong họ Lan. Loài này được (Ames) J.J.Sm. mô tả khoa học đầu tiên năm 1934.